# Ladybrand
Ladybrand ist eine Stadt mit 4218 Einwohnern (Stand: 2011; Volkszählung). Das benachbarte Township Manyatseng hatte 2011 21.598 Einwohner.
Ladybrand liegt in der Gemeinde Mantsopa, Distrikt Motheo in der südafrikanischen Provinz Freistaat und an der Straße R26. Die Stadt liegt 138 Kilometer östlich von Bloemfontein und 18 Kilometer von Maseru an der Grenze zu Lesotho in einer Höhe von 1.577 Metern über dem Meeresspiegel.

## Geschichte
Gegründet wurde die Stadt 1867 auf dem Gebiet der Farm Mauershoek. Es wurden 200 Parzellen für die sofortige Besiedlung freigegeben. Die Voortrekker wollten durch diese Besiedlung die 1865 im Seqiti-Krieg gegen die Basotho eroberten Gebiete gegen eine Rückeroberung absichern.
Benannt ist die Stadt nach Catherina Frederica Brand, der Mutter von Johannes Henricus Brand, dem damaligen Präsidenten des Oranje-Freistaates.

## Sehenswürdigkeiten
- In der Umgebung der Stadt wurden 1924 die ersten fossilen Funde des Diarthrognathus gemacht[3], ebenfalls wurden Fossilien des Euskelosaurus hier gefunden.
- In den Höhlen der umliegenden Berge – so zum Beispiel in der Rose Cottage Cave – gibt es Felsmalereien der San.
- Catharina Brand Museum

## Söhne und Töchter der Stadt
- Herbert Perry (1894–1966), britischer Sportschütze
- Nicolaas Diederichs (1903–1978), ehemaliger Staatspräsident Südafrikas
- David Abraham Swanepoel (1912–1990), südafrikanischer Lepidopterologe
- Kobie Coetsee (1931–2000), südafrikanischer Politiker